# Mund (Familienname)
Mund ist ein deutscher Familienname.

## Herkunft und Bedeutung
Mund ist entweder ein Über- oder ein Rufname. Als Übername geht er auf das mittelniederdeutsche oder mittelhochdeutsche munt (deutsch: Mund oder Vormund) zurück; er bezeichnete also Personen mit auffälligem Mund oder Personen die als Vormund fungierten oder allgemein beschützerisch waren. Als Rufname handelt es sich um ein Patronym zu einer deutschen Rufnamenkurzform zu Vollformen wie Siegmund oder Raimund.

## Varianten
- Mundt
- Münd

## Namensträger
- Arthur Mund (1899–??), deutscher Wasserspringer
- Cara Mund (* 1993), Miss America und Politikerin
- Christian Mund (1918–2007), Augenoptiker und Hörakustiker
- Eberhard Mund (* 1940), deutscher Ruderer und Rudertrainer
- Eike Mund (* 1988), deutscher Fußballspieler
- Emil Mund (1884–1954), deutscher Bildhauer
- Fabian Mund (* 1980), deutscher Biathlet
- Georg Mund (1911–??), deutscher Opernsänger (Bariton)
- Günther Mund (1934–2011), deutsch-chilenischer Wasserspringer und Unternehmer
- Hans-Joachim Mund (1914–1986), evangelischer Theologe
- Karlheinz Mund (* 1937), deutscher Dokumentarfilm-Regisseur
- Klaus Dieter Mund (* 1969), deutscher, Film-, Fernseh- und Theaterschauspieler
- Lilo Mund (* 1939), deutsche Wasserspringerin
- Margret Mund (1909–1993), deutsche Wasserspringerin
- Pega Mund, deutsche Lyrikerin, Schriftstellerin und Psychologin
- Petra Mund, deutsche Sozialpädagogin und Hochschullehrerin
- Pros Mund (1589–1644), dänischer Admiral
- Richard Mund (1885–1968), deutscher Maler (Spätimpressionismus)
- Sören Mund (* 1973), deutscher Musikproduzent
- Uwe Mund (* 1962), deutscher Ruderer
- Walter Mund (1892–1956), belgischer Radiochemiker und Namensgeber des Minerals Mundit